# Delogenes limodoxa
Delogenes limodoxa är en fjärilsart som beskrevs av Edward Meyrick 1918. Delogenes limodoxa ingår i släktet Delogenes och familjen mott. Inga underarter finns listade i Catalogue of Life.